# Port d'Oakland
Le port d’Oakland est un port maritime qui se situe sur l’estuaire d’Oakland, à l’est de la baie de San Francisco en Californie, aux États-Unis. Avec un trafic total de conteneurs de 2 388 182 EVP en 2007, il est le cinquième port américain et le troisième de la côte pacifique derrière Long Beach et Los Angeles. Son siège se trouve au 530 Water Street, Oakland, California 94607.

## Historique
Dès le milieu du XIXe siècle, le port d’Oakland servait à la construction navale. Il fut approfondi en 1874 pour devenir un port en eau profonde. C’est dans le port d’Oakland que mouillait le bateau de l’écrivain Jack London, le Razzle Dazzle. Le Jack London Square appartient d’ailleurs au port. En 1850, première liaison en ferry vers la ville de San Francisco. En 1868, la Central Pacific construisit l’Oakland Long Wharf à Oakland Point, le site de l’actuel port d’Oakland. Le Long Wharf constituait le terminus du chemin de fer transcontinental qui reliait les deux façades océaniques des États-Unis.
Dans les années 1960, Oakland fut le premier port de la côte pacifique des États-Unis à aménager des terminaux pour les porte-conteneurs. Le développement des NPI asiatiques encouragea le trafic de conteneurs entre les deux rives du Pacifique. Dans les années 1980, les autorités portuaires étudièrent la possibilité de développer le transport intermodal. Aujourd’hui le port est desservi par les lignes de l’Union Pacific.

## Statistiques
Le port d’Oakland possède quelque 30,5 km de quais et s’étend sur 364,2 ha consacrés aux activités maritimes. Il existe dix terminaux à conteneurs, 20 postes en eau profonde et 35 grues à conteneurs dont 29 pour les navires post-panamax. Avec un trafic total de conteneurs de 2 388 182 EVP en 2007, le port d’Oakland est le cinquième port américain. 
Trafic :
- Asie : 58,9 %
- Europe : 10,3 %
- Océanie : 4,7 %
- Autres : 8,8 %